# Hoàng Thiệu Hoành
Hoàng Thiệu Hoành (giản thể: 黄绍竑; phồn thể: 黃紹竑; bính âm: Huáng Shàohong; 1895 – 31 tháng 8 năm 1966) là quân phiệt Quảng Tây thuộc Tân Quế hệ cai trị Quảng Tây trong giai đoạn sau thời kỳ quân phiệt rồi trở thành một lãnh đạo Trung Hoa Dân Quốc những năm sau đó.

## Tiểu sử
Hoàng sinh năm 1895, tại Dung huyện, Quảng Tây. Sau Cách mạng Tân Hợi, ông nhập học trường lục quân trừ bị Quảng Tây cùng Bạch Sùng Hy và Lý Tông Nhân. Sau đó ông thăng dần lên chỉ huy tiểu đoàn kiểu mẫu, một đội quân chuyên nghiệp hiện đại được trang bị tối tân.
Trong cuộc tranh giành quyền lực sau 2 lần Chiến tranh Việt-Quế, các thế lực quân phiệt địa phương bắt đầu phân chia cát cứ Quảng Tây. Ở phía tây nam là các tuyến đường buôn bán thuốc phiện từ Vân Nam và Quý Châu đi qua Bách Sắc theo đường sông xuống Nam Ninh, từ đó thuốc phiện được chuyển đến Ngô Châu, nơi việc buôn bán được mở rộng ra các nơi khác.
Trong 2 cuộc chiến Việt-Quế, Hoàng giữ thái độ trung lập và rời về đóng tại Bách Sắc phía tây bắc. Từng bước một, Hoàng kiểm soát được Bách Sắc và cả việc buôn bán thuốc phiện. Sau đó ông mở rộng thế lực đến Ngô Châu, khống chế các cửa ngõ thuốc phiện ra vào Quảng Tây. Mùa xuân năm 1924, Tân Quế hệ hình thành và xây dựng Quảng Tây Bình định quân. Lý Tông Nhân là Tư lệnh, Hoàng là Phó tư lệnh, và Bạch Sùng Hy Tham mưu trưởng. Tháng 8, họ đánh đuổi viên quân phiệt cũ Lục Vinh Đình và các thế lực khác khỏi tỉnh, Hoàng trở thành Chủ tịch tỉnh Quảng Tây từ năm 1924 - 1929. Ông cũng là Bộ trưởng Nội vụ và Giao thông trong Chính phủ Quốc dân của Tưởng Giới Thạch sau 1927.
Trong loạn Cáp Mật, Tưởng Giới Thạch đã chuẩn bị cử Hoàng Thiệu Hoành chỉ huy đạo quân viễn chinh do ông tập hợp đi hỗ trợ tướng Hồi giáo Mã Trọng Anh chống lại Thịnh Thế Tài, nhưng khi Tưởng nghe tin Liên Xô xâm lược Tân Cương, ông ta quyết định nhường nhịn để tránh một vụ bê bối quốc tế trong trường hợp xảy ra xung đột trực tiếp giữa hai bên, bỏ mặc Mã đơn độc chống lại Hồng quân Liên Xô.
Về sau ông là Chủ tịch Chính phủ tỉnh Chiết Giang từ năm 1934 - 1935 và tỉnh Hồ Bắc từ năm 1936 - 1937. Từ năm 1937 – 1946, ông lại trở thành Chủ tịch Chính phủ tỉnh Chiết Giang và Tư lệnh Binh đoàn 15 Quân đội Cách mạng Quốc dân. Trong Thế chiến II, Hoàng được bổ nhiệm Phó tư lệnh Quân khu 2. Sau chiến tranh, ông được cử làm Chủ tịch Ủy ban Cố vấn và được bầu làm ủy viên Lập pháp viện (Quốc hội).
Trong Nội chiến Trung Hoa, Hoàng là một trong những đại diện Quốc dân đảng trong các cuộc đàm phán ngừng bắn vào tháng 3 năm 1949. Ông và Trương Trị Trung chấp nhận những điều kiện ngừng bắn của Đảng Cộng sản. Khi các lãnh đạo Quốc dân đảng từ chối những điều kiện này, Hoàng trốn sang Hồng Kông, tuyên bố li khai Quốc dân đảng rồi gia nhập Hội nghị Hiệp thương Chính trị Nhân dân Trung Quốc vào tháng 9 năm 1949.
Sau khi Cộng hòa Nhân dân Trung Hoa thành lập, Hoàng được bầu làm ủy viên của Hội đồng Nhà nước, Quốc vụ viện và Chính hiệp. Ông cũng là ủy viên Ban Chấp hành Trung ương Ủy ban Cách mạng Quốc dân đảng. Trong Cách mạng Văn hóa, ông bị quy là "phái hữu." Không chịu nổi sự bức hại của Hồng vệ binh, ông tự sát tại nhà ngày 31 tháng 8 năm 1966, tại Bắc Kinh.